# De Donkere Toren VII: De Donkere Toren
De Donkere Toren VII: De Donkere Toren (originele titel The Dark Tower VII: The Dark Tower) is een fantasy/western-roman van de Amerikaanse schrijver Stephen King. Het is het zevende boek uit de serie De Donkere Toren, en chronologisch gezien het laatste deel. Het boek werd voor het eerst gepubliceerd op 21 september 2004, Stephen King’s verjaardag. Daarmee verscheen het boek 3 maanden na het vorige boek.
Het boek droeg aanvankelijk de werktitels REPRODUCTION, REVELATION, REDEMPTION, en RESUMPTION. In 2005 won het boek de British Fantasy Award.

## Plot
Het boek gaat verder waar deel zes ophield. In 1999 dringen Jake, Oy en Callahan het restaurant Dixie Pig binnen, alwaar ze worden opgewacht door de Lage Mannen en vampieren. Met behulp van een schildpadvormig amulet en zijn kruisbeeld weet Callahan beide op afstand te houden zodat Jake dieper het restaurant in kan vluchten. Uiteindelijk wordt de overmacht voor Callahan te groot en hij sterft. Jake en Oy weten onder de Dixie Pig de deur die toegang geeft tot Al-Wereld te bereiken. In Al-Wereld, in het plaatsje Fedic, worden Mia en Susannah van elkaar gescheiden, waarna Mia bevalt van Mordred. Mordred, die van gedaante blijkt te kunnen veranderen tussen een menselijke vorm en een enorme spin, verslindt prompt zijn moeder. Susannah weet een vuurwapen te bemachtigen en doodt meerdere handlangers van de Scharlaken koning, maar Mordred kan aan haar ontsnappen. Vervolgens begeeft ze zich ook naar de deur en wordt herenigd met Jake.
In 1977 rekruteren Roland en Eddie John Cullum, de man die hen eerder al hielp, om de  zojuist opgerichte Tet Corporatie te helpen omvormen tot een miljardenbedrijf dat te allen tijde de roos in New York kan beschermen. Vervolgens gebruiken ze een scheur in tijd en ruimte (waarvan sterk gesuggereerd wordt dat deze veroorzaakt is door de aanwezigheid van Stephen King) om zich weer bij Jake en Susannah te voegen. Nu de Ka-Tet weer compleet is stelt Roland hun nieuwe doel vast; naar Donderklap (het land naast Calla) gaan om de Brekers die de laatste twee stralen bezig zijn te slopen met hun telepathische kracht een halt toe te roepen. Terwijl de Ka-Tet vertrekt, probeert elders in Fedic Walter Mordred te vermoorden in de hoop zo toegang tot de donkere toren te krijgen, maar Mordred blijkt te sterk en verslindt Walter. 
In Donderklap wordt de Ka-Tet opgewacht door een drietal brekers die mee willen helpen de donkere toren te redden:  Ted Brautigan (uit Harten in Atlantis), Dinky Earnshaw (uit  "Alles is eventueel") en Roland’s oude vriend Sheemie Ruiz (uit “Tovenaarsglas”). Ze hebben voor de Ka-Tet onder andere in het geheim al een voorraad wapens en voedsel verzameld. Van Ted leert de groep tevens dat Stephen King in juni 1999 om het leven zal komen bij een aanrijding. Het plan slaagt en de brekers worden bevrijdt uit handen van de Scharlaken Koning, maar Eddie komt bij de aanval om het leven. Tijd om te rouwen is er niet, want de Ka-Tet moet direct door naar het Maine van 1999 om Stephen King te redden. Sheemie, die zo blijkt nu mensen kan teleporteren tussen verschillende werelden en tijden, stuurt Roland, Jake en Oy naar Maine terwijl Susannah achterblijft om Eddie te begraven. In 1999 rekruteren Roland en Jake een vrouw genaamd Irene Tassenbaum om hen naar de plaats waar de aanrijding plaats zal vinden te brengen. Ter plaatse offert Jake zichzelf op om de klap van de aanstormende auto op te vangen zodat Stephen King weliswaar gewond raakt maar de aanrijding wel overleefd. Jake daarentegen sterft. Roland begraaft Jake in een nabijgelegen bosje, herinnert King nog eens aan zijn plicht om de Donkere Toren-serie af te maken, en laat vervolgens Irene hem en Oy naar New York brengen. Na een kort bezoek aan de Tet Corporatie, die inderdaad een miljardenbedrijf is geworden en de roos heeft weten te beschermen, reist Roland via de Dixie Pig terug naar Al-Wereld, alwaar hij, Sussannha en Oy de zoektocht naar de Donkere Toren voortzetten.
Wekenlang trekt het trio door de woestenijen van Donderklap, tot ze het kasteel van de Scharlaken Koning bereiken. De hele weg worden ze gevolgd door Mordred, die in razendsnel tempo volwassen aan het worden is. Bij het kasteel blijkt de Scharlaken Koning er niet te zijn; hij is al eerder richting de Donkere Toren vertrokken en wacht Roland daar nu op. Voorbij het kasteel wordt het land weer vruchtbaarder en duidt steeds meer erop dat Roland en Susannah hun doel naderen. Ook is goed te zien hoe de stralen zich aan het herstellen zijn nu de brekers zijn gestopt. Hierdoor beginnen tijden en windrichtingen langzaam weer te kloppen. 
De Ka-Tet komt uit bij het huis van Dandelo, een vampier die zich voedt met emoties. Susannah weet hem te verslaan. In de kelder vinden ze een gevangene van Dandelo; Patrick Danville. Ze nemen hem mee op hun reis. Al snel blijkt Patrick een gave te hebben; hij kan met behulp van tekeningen dingen creëren die nog niet bestaan, of, indien hij iets tekent dat wel al bestaat, datgene doen verdwijnen door de tekening uit te gummen. 
Susannah, die beseft dat alleen Roland de toren mag bereiken, laat Patrick een deur naar een andere wereld voor haar tekenen, en neemt afscheid van Roland. Aan de andere kant van de deur belandt ze in wederom een alternatieve versie van New York, in het jaar 1987. Hier loopt ze Eddie en Jake weer tegen het lijf, die in deze wereld broers zijn en de achternaam Toren hebben. Hoewel deze versies van Jake en Eddie haar nooit hebben ontmoet, blijken ze haar toch vaag te herkennen. Langzaam vervagen ook Susannah’s herinneringen aan Al-Wereld, maar ze zal in elk geval een nieuw leven opbouwen in deze wereld met Eddie en Jake.
In Al-Wereld bereiken Roland, Patrick en Oy de toren wel. De nacht voor hun aankomst slaat Mordred toe. Door tussenkomst van Oy kan Roland Mordred overmeesteren en doden, maar Oy overleeft het  gevecht niet. Bij de toren worden Roland en Patrick opgewacht door de Scharlaken Koning. Patrick gebruikt zijn gave om de koning te tekenen en vervolgens uit te wissen. Nadien spoort Roland Patrick aan om zijn eigen weg naar huis te zoeken, terwijl Roland de toren betreedt. De toren blijkt een levend wezen te zijn; de belichaming van het wezen Gan. Op zijn tocht naar de top passeert Roland een groot aantal kamers vol objecten uit zijn verleden. 
Eenmaal boven opent Roland de laatste deur, en daarachter bevindt zich de woestijn waar het eerste boek begon. Roland beseft dat hij vastzit in een zich eindeloos herhalende cyclus; hij heeft de toren al vaker gevonden, maar steeds als hij bij de top is wordt hij teruggestuurd naar het begin van zijn tocht en vergeet dat hij ooit bij de toren is geweest. Hij probeert zich te verzetten, maar tevergeefs; de macht van de toren dwingt hem door de deur te gaan. Zodoende belandt Roland weer in de woestijn. Ditmaal blijkt hij echter de Hoorn van Eld bij zich te hebben, die hij alle vorige keren niet bij zich had omdat hij hem had  laten liggen op het slagveld waar zijn vriend Cuthbert was gesneuveld. Dit is mogelijk een teken dat het dit keer anders zal gaan, en Roland eindelijk de cyclus kan doorbreken. Opnieuw zet hij de achtervolging in op de man in het zwart.